# Маріанна Голд
Маріанна Голд (нім. Marianne Hold) (15 травня 1933  — 11 вересня 1994) — німецька кіноактриса, яка стала популярною в 1950-х і 1960-х роках завдяки численним ролям у жанрі Heimatfilm — романтичних комедійних фільмах, дія яких відбувається в сільській місцевості, особливо в Альпах. Вона послужила натхненням для жіночих персонажів, створених художником манґи Лейдзі Мацумото.

## Життєпис
Уроджена як Маріанна Вайс в Йоганнісбурзі, Східна Пруссія (сьогодні Піш, Польща ). Коли Друга світова війна наближалася до кінця, Голд була змушена втекти з матір'ю, і вони оселилися в Інсбруку. Її батько не повернувся з війни. Коли її мати знову вийшла заміж за Голда, Маріанна зе зійшлась характерами з вітчимом і поїхала до Рима, Італія, де влаштувалася на різні роботи. Її брат Зіґфрід Голд став кінематографістом.
У 1950 році їй запропонував свою першу велику роль Луїс Тренкер, і вона зіграла з ним у фільмі «Бар'єр на півночі». Її проривною роллю стала «Рибалка з Боденського озера» в 1956 році. Далі було багато інших "Heimatfilme".
Під час зйомок фільму «Місія до пекла» (1964) Голд познайомилася з актором чеського походження Фрідріхом Штробелем фон Штайном на псевдонім Фредерік Стаффорд і вийшла за нього заміж. У тому ж році народився їхній син Родерік Стаффорд. Потім Голд відійшла з кінобізнесу.
Вона померла від серцевого нападу в Луґано у Швейцарії.

## Фільмографія
- Barrier to the North (1950)
- Holiday From Myself (1952)
- Ava Maria (1953)
- Wedding Bells (1954)
- Marianne of My Youth  (1955)
- Heimatland (1955)
- When the Alpine Roses Bloom (1955)
- Escape to the Dolomites (1955)
- Pulverschnee nach Übersee (1956)
- Die Fischerin vom Bodensee (1956)
- Like Once Lili Marleen  (1956)
- Von der Liebe besiegt (de) / Schicksal am Matterhorn (1956)
- Die Lindenwirtin vom Donaustrand (1957)
- Die Prinzessin von St.Wolfgang (1957)
- Wetterleuchten um Maria (de) (1957)
- Heimatlos (1958)
- Mein Schatz ist aus Tirol (1958)
- The Priest and the Girl (1958)
- Bei der blonden Kathrein (1959)
- Kein Mann zum Heiraten (1959)
- Do Not Send Your Wife to Italy  (1960)
- Sooo nicht, meine Herren! (1960)
- Schön ist die Liebe am Königssee (1960)
- Isola Bella (1961)
- Darling (1961)
- Waldrausch (1962)
- Wild Water (1962)
- Mission to Hell (1964)
- The Shoot  (1964)

## Зовнішні посилання
- Marianne Hold на сайті IMDb (англ.)
- Biographie (Sources: Munziger, Bild, BamS, Hoer Zu, Bildwoche)
- Biographie (Peter Hoffmann)